# Чалгатыкорт
Чалгатыкорт (чечен. ЧагӀалкх корта) — горная вершина в Ножай-Юртовском районе Чеченской Республики. Высота над уровнем моря составляет 1052.3 м .

## Название
Название горы Чалгатыкорт (чечен. ЧагӀалкх корта) с чеченского переводится как «Вершина шакала».

## Общие сведения
Горная вершина находится восточной части Чечни, между селениями Даттах и Булгат-Ирзу, к северу от хребта Планивук. Восточная часть Большого Кавказа; в правобережье верхнего течения реки Ямансу.